# Prospero Alpini

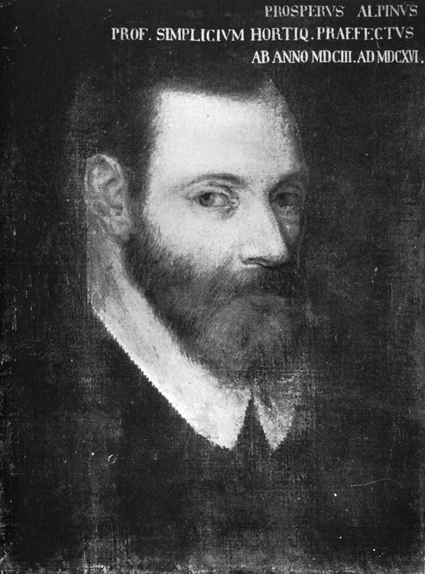
Prospero Alpini

Prospero Alpini (n. 23 noiembrie 1553 - d. 6 februarie 1617) a fost medic și botanist italian.

## Biografie
S-a născut la Marostatica, un orășel situat în nordul Italiei. Tatăl său a fost celebrul medic italian, Francesco Alpino. În tinerețe a servit armata milaneză.
În 1574 merge la Padova să studieze medicina. Patru ani mai târziu ajunge medic și intră la spitalul Campo San Pietro.
Dar înclinația sa îl dirijează către botanică. Pentru a-și extinde cunoștințele în domeniul plantelor exotice, în 1580 pornește o călătorie spre Egipt, unde va petrece trei ani.
După întoarcerea în Italia, se stabilește la Genova devenind medicul condotierului Andrea Doria. În 1593 ocupă postul de profesor de botanică la Padova, unde se stinge din viață patru ani mai târziu.

## Contribuții

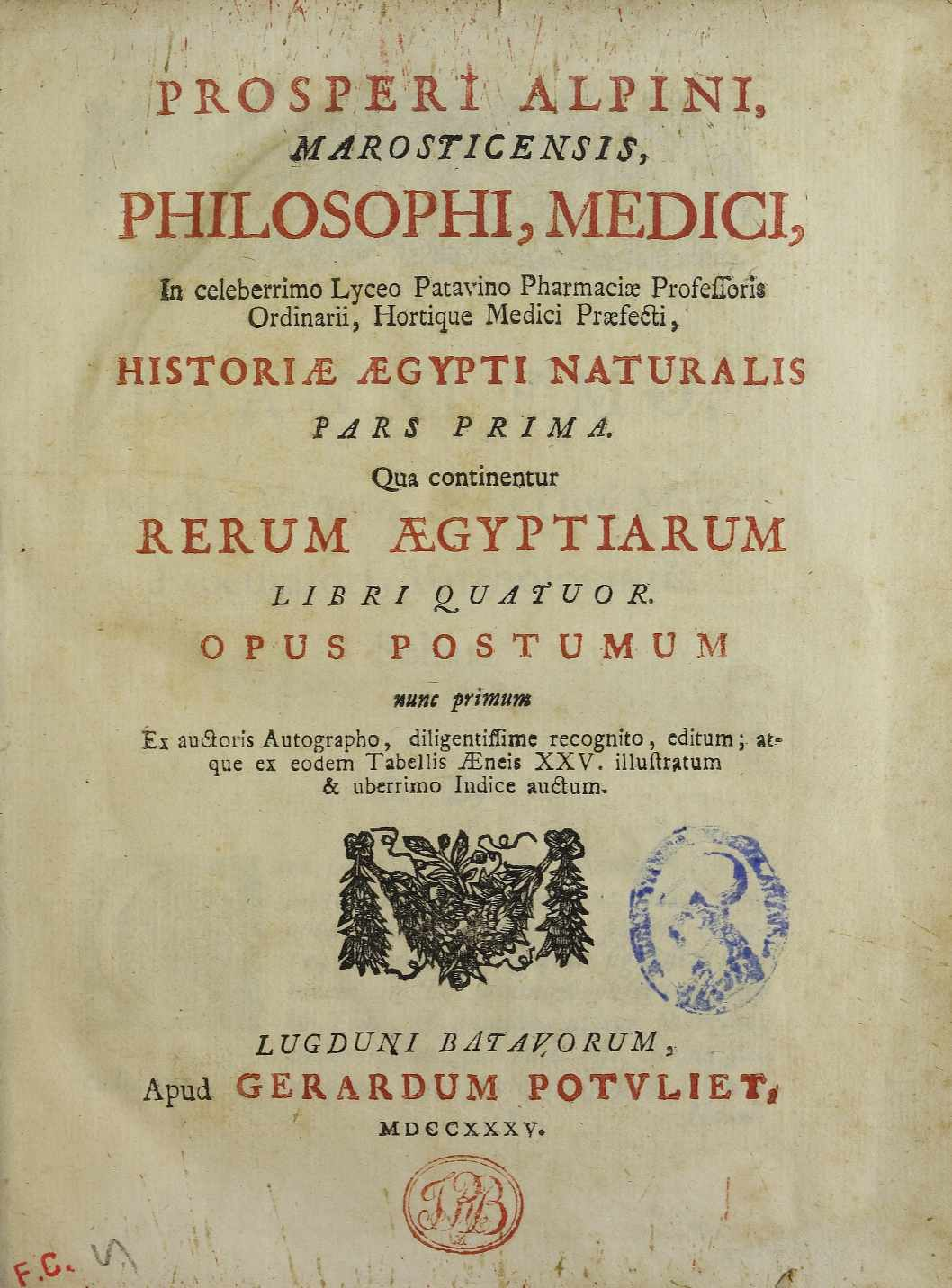
Historia Aegypti naturalis, 1735

Studiind curmalii în Egipt, Alpini observă că vegetalele au două sexe: Curmalii de gen feminin nu produc fructe dacă frunzele acestora nu intră în contact cu cei masculini. Astfel, Alpini remarcă rolul polenului în cadrul fecundației.

### Scrieri
- 1592: De plantis Aegypti - cea mai cunoscută lucrare a sa; reprezintă un studiu de pionierat în domeniul florei egiptene și prin care mai multe plante exotice au fost introduse în grădinile botanice europene.
- 1591: De balsamo dialogus - tratează proprietățile farmacologice ale plantelor
- De rerum aegyptarum - publicată la scurt timp după moartea sa, lucrare deschizătoare de drumuri în domeniul egiptologiei; unul din subiecte îl constituie istoria naturală a Egiptului;
- 1591: De medicina Aegyptiorum  - unul dintre primele sale studii despre medicina din afara Europei; prima lucrare în care arborele de cafea, bananierul și baobabul nu sunt numai pomenite, ci și ilustrate
- 1629: De plantis exoticis libri duo
- 1591: De praesagienda vita et morte aegrotontium